# 江東みつばちプロジェクト
江東みつばちプロジェクト（こうとうミツバチプロジェクト）は、東京都江東区内でミツバチ飼育（養蜂）を手がける一般社団法人。

## 概要
江東区にある食品メーカーの「藤屋」が「社会貢献の一環」として一般社団法人を設立して事業を開始し、同社の屋上で養蜂をおこなっている。理事長は藤屋の取締役が務めている。